# (9014) Svyatorichter
(9014) Svyatorichter ist ein Asteroid des Hauptgürtels, der am 22. Oktober 1985 von der ukrainisch-sowjetischen Astronomin Ljudmyla Wassyliwna Schurawlowa am Krim-Observatorium (IAU-Code 095) in Nautschnyj entdeckt wurde.
Der Asteroid wurde nach dem sowjetischen Pianisten Swjatoslaw Teofilowitsch Richter (1915–1997) benannt.